# Нільрадикал
У комутативній алгебрі, нільрадікал комутативного кільця — ідеал, що складається з усіх його нільпотентних елементів. Формально для кільця A його нільрадикал рівний:
{\displaystyle {\text{Nil}}(A):=\{x\in A\,|\,\exists n\in \mathbb {N} ^{*},\;x^{n}=0_{A}\}.}
Іншими словами — нільрадикал є радикалом нульового ідеалу (0).
Також існує кілька варіантів узагальнення цього визначення для некомутативних кілець.

## Властивості
- Нільрадикал дійсно є ідеалом, тому що сума двох нільпотентних елементів є нільпотентним елементом і також добуток добуток нільпотентного елемента на довільний елемент є нільпотентним елементом. Детальніше у статті Нільпотентний елемент.
- Нільрадикал рівний перетину всіх простих ідеалів кільця. Це є частковим випадком твердження про те, що довільний радикал ідеалу є рівним перетину простих ідеалів, що містять даний ідеал. Детальніше у статті Простий ідеал.
- Якщо A — довільне комутативне кільце, то фактор-кільце по його нільрадикалу не містить ненульових нільпотентних елементів.
- Кільце A складається лише з нільпотентних і оборотних елементів тоді і тільки тоді коли фактор-кільце по нільрадикалу є полем. У цьому випадку кільце має єдиний простий ідеал, що, очевидно, рівний нільрадикалу.
- Кожен максимальний ідеал є простим, тому радикал Джекобсона — перетин всіх максимальних ідеалів — містить нільрадикал. У разі якщо кільце є кільцем Артіна вони збігаються, при цьому нільрадикал можна описати як максимальний нільпотентний ідеал.
- Якщо нільрадикал є скінченно породженим (наприклад для нетерівських кілець), то він є нільпотентним.

## Приклади
- Будь-яка область цілісності, зокрема кільця цілих чисел, многочленів над довільним полем не має нільпотентних елементів, тож їх нільрадикал рівний (0).
- У кільці многочленів від змінних X1, …, Xn з коефіцієнтами з деякого кільця A нільрадикал рівний множині тих многочленів всі коефіцієнти яких є нільпотентними елементами в кільці {\displaystyle A}.
- У кільці Z8 = {0, 1, 2, 3, 4, 5, 6, 7} лишків за модулем 8 єдиним простим ідеалом є {0, 2, 4, 6}. Він є нільрадикалом оскільки у Z8 маємо 23 = 0, 42 = 0 i 63 = 0.
- У кільці Z36 простими ідеалами є головні ідеали, що генеруються елементами 2 і 3. Їх перетин рівний головному ідеалу (6) = {0, 6, 12, 18, 24}, який і є нільрадикалом. Ідеал (6) не є простим, бо не містить ні 2 ні 3 але їх добуток 6 належить ідеалу.
- У кільці Z180 простими ідеалами є (2), (3) і (5), а нільрадикалом є ідеал (30).

## Некомутативні кільця
У некомутативними випадку можна виділити три способи узагальнення поняття нільрадікала. Нижній нільрадікал некомутативного кільця визначається як перетин всіх простих ідеалів. Верхній нільрадікал — ідеал, породжений усіма ніль-ідеалами (тобто ідеалами, кожен елемент яких є нільпотентним). Радикал Левицького за розміром знаходиться між ними, і визначається як максимальний локально нільпотентний ідеал. Якщо кільце є нетеровим, всі три визначення збігаються.